# Diverted profits tax
Die Diverted Profits Tax (dt.: Steuern auf umgeleitete Profite) in Großbritannien ist eine Steuer, welche seit April 2015 erhoben wird. Laut BBC hat sich inoffiziell der Name Google-Steuer für dieses Gesetz etabliert.
Ziel der Steuer ist, international operierende Konzerne wie beispielsweise Google, Amazon, Apple, Microsoft in ihren Möglichkeiten der Steuervermeidung einzuschränken. Viele Unternehmen erzielen zwar ihre Umsätze in Großbritannien, leiten die Gewinne aber in Steueroasen um. Gewinne sollen zukünftig mit 25 Prozent in Großbritannien versteuert werden. Zuletzt wurden 548 Steuervereinbarungen zwischen Luxemburg und internationalen Konzernen im Rahmen der Luxemburg-Leaks bekannt, welche den Konzernen Möglichkeiten eröffnen ihre Steuern zu minimieren.
Die Confederation of British Industry leistete Lobbyarbeit gegen das Gesetz und warnte vor einem Alleingang Großbritanniens.
Google entrichtete 20 Millionen Pfund Steuern in Großbritannien im Jahr 2013, während der Konzern im selben Zeitraum 5,6 Milliarden Pfund umsetzte. Der Gesamtkonzern erwirtschaftet eine Gewinnspanne von 20 Prozent. Daher kann davon ausgegangen werden, dass der Gewinn in Großbritannien bei 1,2 Milliarden Pfund liegt. Bei einer Versteuerung mit 25 Prozent müssten demnach 280 Millionen anstatt 20 Millionen Pfund Steuern abgeführt werden. Die Regierung von Großbritannien geht allerdings davon aus, dass mit der neuen Steuer insgesamt 360 Millionen Pfund Steuern bei allen Konzernen eingesammelt werden könnte.
George Osborne geht davon aus, dass 1 Milliarde Pfund an Steuern über die nächsten fünf Jahre anfallen. Experten vermuten allerdings, dass dies nur einen Bruchteil der Steuern ist, welche ohne die Nutzung von Steuerschlupflöchern in Großbritannien anfallen würde.